# Dolichurus pempuchiensis
Dolichurus pempuchiensis är en  stekelart som beskrevs av Kazuhiko Tsuneki 1972. Dolichurus pempuchiensis ingår i släktet Dolichurus och familjen Ampulicidae. Inga underarter finns listade i Catalogue of Life.